# Operação Mar de Lama
Operação Mar de Lama foi uma operação realizada pela Polícia Federal do Brasil em conjunto com o GAECO (Grupo de Atuação Especial de Combate ao Crime Organizado) do Ministério Público de Minas Gerais e o Ministério Público Federal no município de Governador Valadares e de Belo Horizonte para investigar uma organização criminosa de agentes públicos suspeitos de desviar mais de $1 bilhão de reais da prefeitura de Governador Valadares.
As investigações apontaram que a quadrilha tenha realizado pelo menos 150 crimes, incluindo corrupção passiva, peculato e fraude em licitação

## Força-tarefa da Operação Mar de Lama
- Ministério Público do Estado de Minas Gerais.[6]
- Grupo de Atuação Especial de Combate ao Crime Organizado.[6]
- Ministério Público Federal[6]
- Polícia Federal do Brasil
- Ministério da Transparência, Fiscalização e Controle
- Ministério Público do Trabalho

O Ministério Público do Trabalho criou, em fevereiro de 2017, um grupo especial para atuar nas investigações e ações jurídicas trabalhistas em torno da Operação Mar de Lama. A nova força-tarefa envolve procuradores de todo o país, que acompanharão as ações trabalhistas na operação.

## Histórico
O esquema de corrupção funcionava desde 2009, fazendo fraudes em contratos do Serviço Autônomo de Água e Esgoto (SAAE). A gerência de geoprocessamento da autonomia adulterava planilhas e colocava uma quantidade de material maior do que a efetivamente utilizada.
Em dezembro de 2013, chuvas fortes e contínuas provocaram duas mortes em Governador Valadares e deixaram mais de 250 desalojados na cidade, afetando 25 bairros. Foi decretado estado de emergência,
cuja verba liberada pelo Governo brasileiro foi desviada. As investigações começaram em 2014 quando a Controladoria Geral da União começou a fiscalizar a aplicação de uma verba federal para as chuvas de 2013.
Em abril de 2016, Governador Valadares mais uma vez esteve em destaque nos noticiários por causa de um embaraço. O desencadeamento da Operação Mar de Lama, realizada pela Polícia Federal em parceria com o Ministério Público, iniciou uma investigação a uma organização criminosa suspeita de desviar R$ 1 bilhão de reais, grande parte dos quais desviados de recursos federais que seriam destinados a cobrir os impactos das enchentes de 2013. Apenas nas primeiras semanas de investigação, 26 pessoas foram afastadas de suas funções no município, incluindo 13 vereadores.
O Ministério Público Federal fez oitivas de funcionários da empresa Fejoli Florestal, e com autorização da justiça conseguiu ter acesso a movimentos bancários, quebra de sigilo fiscal e bancário da empresa. O MPF acompanhou a movimentação de repasses de dinheiro. Foi possível perceber que o dinheiro caía na conta bancária da empresa, que repassava para um dos denunciados.
A partir da terceira fase, as investigações começaram a ser realizadas também no âmbito da Justiça Estadual. A terceira fase, por conta disso se chamou Operação Mar de Lama III: Fase Estadual.
O programa de TV, Fantástico, da Rede Globo exibiu no dia 22 de maio de 2016 uma matéria sobre a operação Mar de Lama.
Em maio de 2016, o MPF denunciou 22 pessoas, entre ex-servidores públicos municipais e empresários, pela prática dos crimes de dispensa indevida de licitação, fraude ao caráter competitivo da licitação, peculato, corrupção ativa e passiva, associação criminosa e falsidade ideológica.
Em junho de 2016, os sócios-administradores da empresa Valadarense de Transporte Coletivos foram presos. Roberto José Carvalho, estava no exterior, quando foi preso no Aeroporto de Confins, em Belo Horizonte. Sua filha, Juliana Campos Carvalho, se entregou a Polícia Federal no dia seguinte, também em Belo Horizonte.
Um dos resultados do afastamento de 12 vereadores por corrupção apresentada na investigação foi que  uma comissão avaliou o processo de cassação dos vereadores suspeitos.
Jefferson Santos Lima, um dos nomes de confiança de Omir Quintino, fez delação premiada na Operação Mar de Lama. Os dois eram diretores do SAAE.
Os efeitos da Mar de Lama respingaram em coligações políticas para o pleito de 2016 e atingiram candidaturas tidas como imbatíveis e certas no início do ano. Vereadores que trabalhavam pela reeleição ou que planejavam chegar ao Executivo, por exemplo, agora se preocupam em deixar a prisão.
Em janeiro de 2017, foi deflagrado a primeira operação de desdobramento da operação, impedindo intimidação aos agentes da Polícia Federal envolvidos.
O Ministério Público do Trabalho criou, em fevereiro de 2017, um grupo especial para atuar nas investigações e ações jurídicas trabalhistas em torno da Operação Mar de Lama.  A nova força-tarefa envolve procuradores de todo o país, que acompanharão as ações trabalhistas na operação.
Em janeiro de 2017, foi deflagrada o desdobramento da Operação Mar de Lama, a Operação Sicários, que investiga pessoas que estavam agindo para impedir a continuação da operação Mar de Lama, intimidando agentes da Polícia Federal.

## Esquema da Corrupção
Este tópico não está atualizado.
Chuvas de 2013 - Em dezembro de 2013, chuvas atingem o município de Governador Valadares. A prefeitura declara situação de emergência. A presidente agora afastada, Dilma Rousseff, vai até o município e libera uma verba federal: 4 milhões e 700 mil reais. Dessa verba federal, 80 por cento foi desviada. Segundo o delegado da Polícia Federal de Governador Valadares, os vereadores do município recebiam propina como resultado desse crime, e com esse dinheiro eles compravam carros de luxo e pagavam viagens internacionais.[carece de fontes?]
Instalação de um novo aterro sanitário - As empresas responsáveis pelo transporte e coleta de lixo em Governador Valadares abriram uma Licitação com o valor de 1 bilhão e meio de reais, cujo contrato não seguiu e o dinheiro foi desviado.[carece de fontes?]
Propina por parte da empresa de ônibus - A empresa responsável pelo transporte urbano da cidade foi responsável pela propina aos vereadores envolvidos. Esse dinheiro seria para eles votarem a favor do aumento da passagem do transporte e votarem contra a passagem gratuita para para pessoas com deficiência.
Viagens, carros de luxo e imóveis - Com o dinheiro do esquema, os envolvidos compravam carros, viagens e imóveis com recursos federais que eram destinados pelo Ministério da Integração Nacional às vítimas das chuvas e reconstrução das áreas que sofreram danos em Governador Valadares.
Licitações na SMED - Um cartel formado por empresas distribuidoras de alimentos para fraudar licitações de merenda escolar nas escolas públicas municipais, tinha ajuda do ex-secretário municipal de educação, Jaider Batista para ajudar nas fraudes.

## Fases
As investigações começaram em 2014 quando a Controladoria Geral da União começou a fiscalizar a aplicação de uma verba federal para as chuvas de 2013.
1ª Fase - Em 11 de abril de 2016 foi deflagrada a primeira fase da operação pela Polícia Federal em Governador Valadares (MG). Foram afastados no mesmo dia oito vereadores. Em 12 de abril de 2016, foram ouvidos os presos na operação. No mesmo dia, a então prefeita Elisa Costa do município de Governador Valadares começou a recompor o seu governo. Na mesma coletiva de imprensa, ela disse estranhar a operação na semana da votação do impeachment de Dilma.
2ª Fase - Em 27 de abril de 2016 foi deflagrada a segunda fase da operação, afastando mais cinco vereadores.
3ª Fase - Em 19 maio de 2016, a PF deflagrou a terceira fase da operação. Cerca de 160 agentes dos Ministérios Públicos de Minas Gerais ( GAECO ) e Federal, Polícia Federal e Polícia Militar, cumpriram as ordens judiciais. Foram presas 15 pessoas nesta fase, e foram cumpridos 21 mandados de busca e apreensão, e três sequestro de bens.
4ª Fase - Em 22 de maio de 2016, o GAECO e a PF deflagrou a quarta fase da operação, prendendo um dono de cartório.
5ª Fase -
6ª Fase - Em 7 de julho de 2016, a Polícia Federal deflagrou a sexta fase da operação,prendendo o proprietário do supermercado Stop Shop, também foram presos o proprietário de uma distribuidora de carnes e um especialista em licitações. Os alvos  da sexta fase foi a Secretaria Municipal de Educação, o supermercado Stop Shop e residências.
7ª Fase - Em 10 de agosto de 2016, a Polícia Federal deflagrou a sétima fase da operação, prendendo o secretários municipais de educação e de desenvolvimento.
8ª Fase - No dia 1º de setembro, o GAECO e a Polícia Federal deflagrou a oitava fase da operação, prendendo o presidente do Esporte Clube Democrata e o ex-procurador geral de Governador Valadares. O juiz da 3ª Vara Criminal da Comarca de Governador Valadares, Michel Cristian de Freitas, quebrou o sigilo bancário do clube de futebol, do seu presidente e do seu vice, que são, respectivamente, pai e filho.
9ª Fase - Em 29 de março de 2017, quatro pessoas foram presas e sete mandados de busca e apreensão foram realizados na nona fase da Operação Mar de Lama. A ação foi realizada pelo GAECO, Polícia Federal e Ministério Público Federal. Segundo o Ministério Público, os alvos desta fase são empreiteiros e o ex-diretor do Serviço Autônomo de Água e Esgoto de Governador Valadares. As investigações apontam uma fraude em licitações para melhorias nas vias da cidade. Os contratos fraudados chegam a 4 milhões de reais.

## Pessoas Envolvidas

### Foragidos
- Thiago Vieira Prado[29]

### Afastados de cargos públicos
- Omir Quintino: ex-diretor geral do SAAE
- Alexandre Magno de Faria Mendes Bretas: ex-diretor do Departamento de Obras e Serviços
- Schinyder Exupery Cardozo: ex-procurador geral do município
- Jeferson Souza Lima: ex-diretor de Gestão de Recursos Humanos do SAAE
- Evandro Karister Mendes Azevedo: ex-funcionário do SAAE
- Ranger Belisário Duarte Viana: ex-secretário Municipal de Governo
- Darly Alves de Souza: ex- secretário municipal de Obras
- Orfeu Brandão Perim: ex- diretor de Departamento de Obras e Sistema Viário
- Marco Rodrigo Rios Bertolacini: ex-secretário municipal de Serviços Urbanos
- Marcos Antônio Vória: ex- diretor do Departamento de Serviços Funerários e Cemitérios.

### Vereadores envolvidos
De acordo com as investigações, parte da propina paga por empresários ajudava a campanha de diversos vereadores de Governador Valadares.
Relação dos vereadores envolvidos segundo as investigações:
- Ricardo Assunção (PSB)
- Adauto Carteiro (PROS)
- Ananias Camelô (PSB)
- Zangado (PROS)
- Chiquinho (PSDB)
- José Iderlan (PPS)
- Leonardo Glória (PSD)
- Cezinha Alvarenga (PRB)
- Milvinho (PROS)
- Levi Vieira (PMN)
- Geovanne Honório (PT)
- Cabo Isá (PDT)

## Empresas Investigadas

### Fejoli Florestal Ltda
O sócio da Fejoli Florestal, Carlos Helder Lazaro, é investigado.
O Ministério Público Federal fez oitivas de funcionários da empresa Fejoli Florestal, e conseguiu ter acesso a movimentos bancários, quebra de sigilo fiscal e bancário da empresa. O MPF acompanhou a movimentação de repasses de dinheiro. Foi possível perceber que o dinheiro caía na conta bancária da empresa. Que repassou para um dos denunciados.

### Pavimentação e Terraplanagem Ltda
Os sócios da Pavimentação e Terraplanagem Ltda, Emílio Claudio Alvarenga Frois, Djalma Florencio Diniz e Djalma Florencio Diniz Junio são investigados pela operação.

### DPARK Serviços de Estacionamento Ltda
Os mesmos sócios, investigados, da Pavimentação e Terraplanagem Ltda.

### Empresa Valadarense de Transportes Coletivos Ltda
Os sócios proprietários da Empresa Valadarense de Transportes Coletivos Ltda, Juliana Campos Carvalho e Roberto José Carvalho são investigados na Operação Mar de Lama. Também foi denunciada Ana Paula Campos Carvalho.

### Construtora Vieira Prado
Há um mandato de prisão preventiva aberto contra o sócio da Construtora Vieira Prado, Thiago Vieira do Prado, portanto, ele está foragido.

### Cartório de distrito
Foi cumprido um mandado de prisão temporária, de busca e apreensão na casa de um proprietário de cartório.

### RH Assessoria e Serviços Ltda
O sócio-proprietário da empresa e uma funcionária foram denunciados pelo MPF.

### Express Distribuidora de Produtos Alimentícios Ltda
O sócio-proprietário e o responsável pela empresa foram denunciados pelo MPF.

### Restaurante
O sócio-administrador de um restaurante foi denunciado pelo MPF.

### Confiare Soluções Empresariais
O proprietário e a responsável pela empresa foram denunciados pelo MPF.

### Posto Tabajara
O gerente e o proprietário pelo posto de combustíveis foram denunciados pelo MPF.

### Bj Manutenção
O sócio-administrador da empresa foi denunciado pelo MPF.

### Geoconsult
A empresa seria uma fonte de renda para Omir Quintino, ex-diretor do SAAE.

### Stoque Soluções Tecnológicas
A empresa fez uma negociação com o SAAE para digitalização de documentos.

### Velp
A empresa teria contratos com o SAAE para a implantação de um sistema em substituição da mão de obra dos leituristas.

### Stop Shop Supermercado
O supermercado fornecia merenda escolar para escolas municipais. O proprietário do supermercado planejava fugir para os Estados Unidos, razão pela qual a sexta fase da operação foi deflagrada no dia 7 de julho de 2016.

### Distribuidora de Carnes S&L
A distribuidora teria fornecido merenda escolar para escolas municipais.

### MinasTec
A empresa dava dinheiro para Omir Quintino que repassava para a Secretaria Municipal de Educação para pagar o jornal Figueira do Rio Doce.

## Delações

### Jefferson Santos Lima
Jefferson Santos Lima, um dos nomes de confiança de Omir Quintino, fez delação premiada na Operação Mar de Lama. Os dois eram diretores do Serviço Autônomo de Água e Esgoto (Saae).

#### Propina para Omir Quintino
Segundo a delação, Omir Quintino recebeu 300 mil reais de  propina da Velp.

#### Recursos para o PT
Segundo a delação, o PT municipal recebeu dinheiro do esquema para investir na campanha de Elisa Costa.

#### Eleição de presidente da Câmara de Vereadores
De acordo com a delação, um grupo de nove vereadores recebeu propina para eleger um presidente da Câmara dos Vereadores, a pedido do presidente do time de futebol local.

#### Esquema para desviar dinheiro de instituto
Segundo a delação, um suposto esquema para desviar dinheiro do Instituto de Previdência dos Servidores Municipais (IPREM).

#### Fundo Nacional de Desenvolvimento da Educação
Segundo a delação, a Secretaria Municipal de Educação (mais conhecida como SMED) através do Fundo Nacional de Desenvolvimento da Educação organizava um grupo de empresas para fraudar a licitação de merenda escolar.

### Vilmar Rios Dias Júnior

#### Propina para Pedro da Utilar e Pastora Eliane
Segundo a delação, os dois  vereadores recebiam propina da Empresa Valadarense de Transportes Coletivos.

#### Propina para Secretário Municipal de Serviços Urbanos
Segundo a delação, o ex-secretário de Serviços Urbanos, recebia propina da Empresa Valadarense de Transportes Coletivos.

#### Papel com relação de credores
Segundo a delação,o delator engoliu um papel com uma relação de credores que deveriam ser pagos com os recursos de propinas pagas pelas empresas que possuíam contratos com o SAAE.

## Âmbito do Ministério Público

### Denúncias do Ministério Público de Minas Gerais
Presidente de sindicato - O MPMG denunciou o presidente do sindicato de rodoviários de Governador Valadares, Jorge Ferreira Lopes, acusado de fraudar processos trabalhistas. Jorge Ferreira combinava com o proprietário da empresa de ônibus, como foi flagrado em vídeos gravados pelo empresário.
SAAE - O Ministério Público do Estado de Minas Gerais (MPMG) denunciou o Serviço Autônomo de Água e Esgoto de Governador Valadares. O órgão fraudava licitações feitos por ele mesmo. As empresas sabiam que iam ganhar as licitações. As empresas forneciam metade do serviço contratado.
Empresa Valadarense de Transportes Coletivos - A empresa pagava para 12 vereadores votar em projetos que beneficiavam a empresa. O valor dependia da função do vereador e seu impacto. Também foi citado o processo de reajuste da passagem do transporte, dizendo que o processo sofreu influências de modo que favoreciam os interesses da empresa. A denúncia também cita um fato que o Ministério Público do Trabalho ordenou a empresa construir banheiros para motoristas e cobradores, porém Omir Quintino, chefe do esquema e ex-diretor geral do SAAE organizou para que os banheiros fossem construídos com dinheiro público.

### Denúncias do Ministério Público Federal
Liderança da organização - O que foi apurado pelo Ministério Público Federal, aponta que Omir Quintino era o chefe da organização criminosa. Foi apurado também que Juliana era a longa manus de Omir. Foi apurado que Omir a ordenou que fosse a Belo Horizonte ficar na sede de uma empresa denunciada, o desembarque de Juliana e a Pavotec buscando-a no aeroporto foi flagrado por uma equipe da Polícia Federal.
Relacionados a Operações Mar de Lama I e II - Em maio de 2016, o MPF denunciou 22 pessoas, entre ex-servidores públicos municipais e empresários, pela prática dos crimes de dispensa indevida de licitação, fraude ao caráter competitivo da licitação, peculato, corrupção ativa e passiva, associação criminosa e falsidade ideológica.

### Inquéritos
Civil do MPF - O Ministério Público Federal instaurou um inquérito civil com o objetivo de fiscalizar a aplicação do dinheiro.
Das fases 3 e 4 - Quarenta pessoas investigadas nas fases 3 e 4 na Operação Mar de Lama, foram indiciadas por lavagem de dinheiro, Corrupção, violação de sigilo funcional. O inquérito foi encaminhado do delegado da Polícia Federal em Governador Valadares para a Justiça Estadual.
Fase 6 - O inquérito da sexta fase da Operação Mar de Lama, foi concluído e entregue dia 5 de agosto. Foram indiciadas quatorze pessoas por fraudes na merenda escolar.

## Âmbito da Justiça

### Justiça Estadual
Os mandatos a partir da  terceira fase foram expedidos pelo juiz Luiz Augusto de Souza Melo. A partir da terceira fase foram realizadas fases no âmbito da Justiça Estadual.

### Supremo Tribunal Federal
O Tribunal de Justiça de Minas Gerais julgou no dia 23 de junho o pedido de habeas corpus de Roberto José Carvalho, proprietário da Empresa Valadarense de Transportes Coletivos. A posição do tribunal foi contra, então o caso, após isso foi parar no Supremo Tribunal Federal.
O ex-ministro do Supremo Tribunal Federal, Ricardo Lewandowiski, fez uma ação solicitando o habeas corpus de Roberto José Carvalho, proprietário da Empresa Valadarense de Transportes Coletivos. O ex-ministro afirmou que a prisão foi decretada por conveniência de instrução criminal. Ele apontou ainda que o empresário tem quase 70 anos e mora em uma cidade distante de Governador Valadares.
O Ministério Público Federal, em janeiro, fez um parecer ao Supremo Tribunal Federal, manifestando-se a contrário da concessão de habeas corpus ao empresário.
No dia 28 de março de 2017, o Supremo Tribunal Federal concedeu o habeas corpus ao empresário Roberto José Carvalho. Os ministros Gilmar Mendes e Edson Fachin acompanharam o relator.

## Escândalos Relacionados

### Mensalinho
A empresa Valadarense de transportes coletivos foi apontada pelas investigações. A empresa pagava propina para os vereadores envolvidos e agentes públicos da cidade, para que fosse beneficiada na prestação de serviços.
Dois dos mandatos de prisão preventiva foram expedidos contra os  sócios-proprietários da Empresa Valadarense de Transportes Coletivos, que faz o serviço de Transporte público em Governador Valadares foram  em Belo Horizonte.
O presidente do sindicato de trabalhadores da empresa de ônibus teria recebido propina para defender interesses da empresa.

### Secretaria Municipal de Educação
Jornal - A secretaria municipal de educação recebia dinheiro de Omir Quintino para pagar o jornal Figueira do Rio Doce.
Licitação de merenda escolar - A Secretaria Municipal de Educação (SMED) através do Fundo Nacional de Desenvolvimento da Educação organizava um grupo de empresas para fraudar a licitação de merenda escolar.
O prejuízo aos cofres públicos por conta destas fraudes em 2015 e 2016 foi de 5 milhões e meio de reais.

## Reconhecimento nacional

### Fantástico
O programa de TV, Fantástico, da Rede Globo exibiu no dia 22 de maio de 2016 uma matéria sobre a operação Mar de Lama.